# شيمزي ميتو
شيمزي ميتو (مواليد 22 مارس 1997) هو لاعب كرة سلة نيجيري- أمريكي يلعب في مركز لاعب هجوم قوي الجسم أو لاعب وسط في نادي سكرامنتو كينغز.

## روابط خارجية
- شيمزي ميتو على موقع إن بي أي (الإنجليزية)
- شيمزي ميتو على موقع سبورتس رفرنس (الإنجليزية)
- شيمزي ميتو على موقع كرة السلة الأوروبية.كوم (الإنجليزية)
- شيمزي ميتو على موقع إي إس بي إن.كوم (الإنجليزية)
- شيمزي ميتو على موقع كلية كرة السلة في سبورتس رفرنس.كوم (الإنجليزية)
- شيمزي ميتو على موقع ريلجم (الإنجليزية)
- شيمزي ميتو على موقع بروبوليرز (الإنجليزية)
- شيمزي ميتو على موقع سبورتس رفرنس (الإنجليزية)
- شيمزي ميتو على موقع سبورتس رفرنس (الإنجليزية)
- شيمزي ميتو على موقع أوليمبيديا (الإنجليزية)